# 相馬千秋
相馬 千秋（そうま ちあき）は、日本のアートプロデューサー、キュレーター、ドラマトゥルク、フェスティバル・ディレクター。東京藝術大学大学院美術研究科グローバルアートプラクティス専攻准教授（2021-)。特定非営利活動法人芸術公社代表理事（2014-)。

## 経歴
- 2021年 - 東京藝術大学大学院美術研究科, グローバルアートプラクティス専攻, 准教授[3]
- 2017年 - シアターコモンズ実行委員会委員長 兼 ディレクター[4]
- 2014年 - 特定非営利活動法人芸術公社　代表理事／アートプロデューサー[5]
- 2023年　世界演劇祭テアター・デア・ヴェルト2023　プログラム・ディレクター[6][7][8][9][10]
- 2022年 国際芸術祭あいち2022 パフォーミングアーツ部門 キュレーター[11]
- 2021年　豊岡演劇祭 総合プロデューサー
- 2016年 - 2021年　立教大学 現代心理学部 映像身体学科 特任准教授
- 2018年 - 2020年 秋田公立美術大学大学院複合芸術研究科 特任准教授
- 2019年　あいちトリエンナーレ2019 パフォーミングアーツ部門 キュレーター[12][13]
- 2009年 - 2013年 フェスティバル/トーキョー  プログラム・ディレクター[14]
- 2006年 - 2010年　横浜舞台芸術創造拠点「急な坂スタジオ」ディレクター[15]
- 2008年　東京国際芸術祭2008 プログラム・ディレクター

## 受賞歴
- 2021年 第71回芸術選奨文部科学大臣新人賞 （芸術振興部門）[16]
- 2015年 芸術文化勲章シュヴァリエ[17][18]

## 著作
- 『世界演劇祭テアターデアヴェルトを自己批評的に振り返る』、p.219-227, 新潮2023年12月号[19]